# 德拉卡伊德
36°25′14″N 5°13′28″E / 36.42056°N 5.22444°E

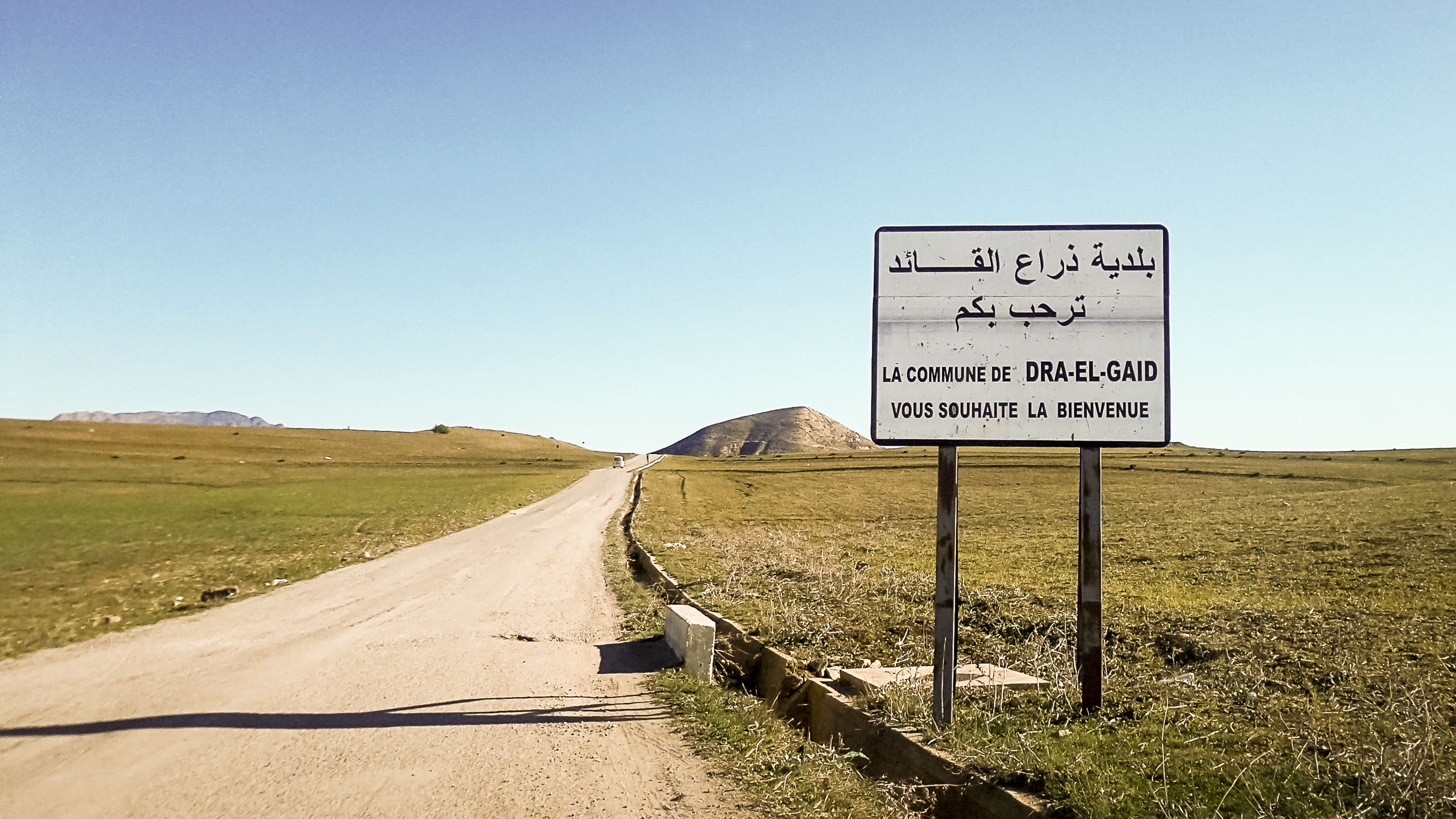
德拉卡伊德

德拉卡伊德（阿拉伯语：‎），是阿爾及利亞的城鎮，位於該國北部貝賈亞省，由海拉塔區負責管轄，面積120平方公里，2008年人口29,221，人口密度每平方公里243人。